# Fatma szultána
Fatma szultána (1500–1573 körül) I. Szelim oszmán szultán és Ajse Hafsza szultána lánya, I. Szulejmán szultán húga.

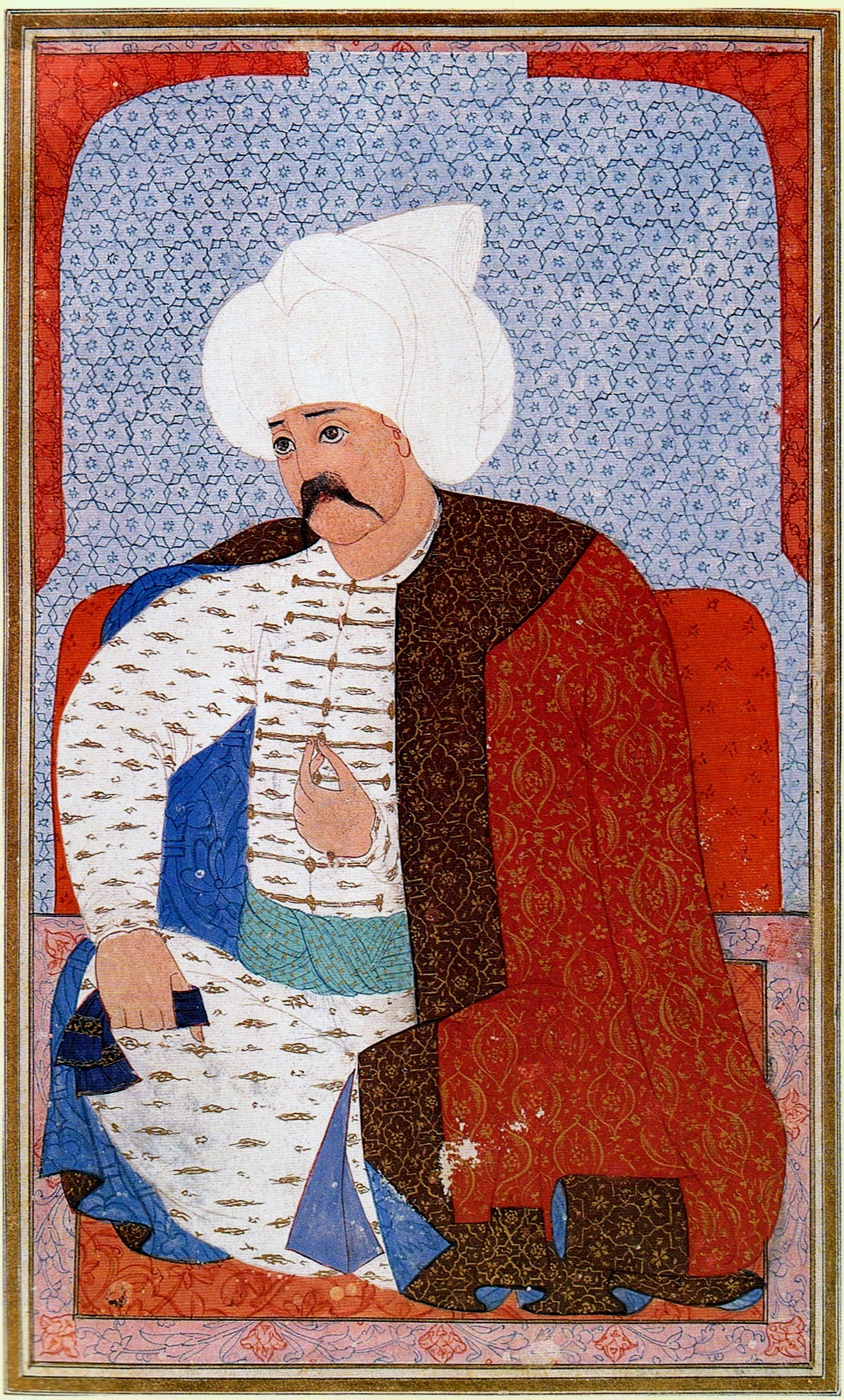
Fatma szultána édesapja, I. Szelim oszmán szultán.

## Élete
1553-ban összeházasodott Kara Ahmed pasával, aki az Oszmán Birodalom nagyvezíre volt 1553 és 1555 között. A pasa halála után Fatma szultána a Topkapı palotába költözött a testvéréhez, Szulejmán szultánhoz. Gyermekei nem ismertek.

## A művészetekben
- A 2011-ben indult Szulejmán című török sorozatban Meltem Cumbul török színésznő alakítja a szultánát.

## Fordítás
- Ez a szócikk részben vagy egészben  a   Fatma Sultan (daughter of Selim I) című angol Wikipédia-szócikk fordításán alapul.  Az eredeti cikk szerkesztőit annak laptörténete sorolja fel. Ez a jelzés csupán a megfogalmazás eredetét és a szerzői jogokat jelzi, nem szolgál a cikkben szereplő információk forrásmegjelöléseként.